# Els homes que no estimaven les dones (pel·lícula)
|  | Per a la novel·la escrita per Stieg Larsson, vegeu l'article Els homes que no estimaven les dones. |

Els homes que no estimaven les dones (títol original en suec Män som hatar kvinnor) és un thriller suec dirigit pel cineasta Niels Arden Oplev l'any 2009. Es tracta d'una adaptació de la novel·la policíaca Els homes que no estimaven les dones, de l'escriptor Stieg Larsson, la qual forma part de la trilogia Millennium.

## Argument
Harriet Vanger va desaparèixer fa 40 anys a la mansió dels Vanger, durant una reunió familiar. El seu oncle Henrik contracta el periodista de la revista Millennium Mikael Blomkvist perquè trobi el seu assassí, perquè està convençut que l'autor del crim és algun membre de la família i vol descobrir-lo abans de morir. En els seus camins es creua Lisbeth Salander, una furonera informàtica amb els seus propis problemes.

## Repartiment
- Noomi Rapace: Lisbeth Salander
- Michael Nyqvist: Mikael Blomkvist
- Sven-Bertil Taube: Henrik Vanger
- Peter Andersson: Nils Bjurman, l'advocat
- Lena Endre: Erika Berger
- Peter Haber: Martin Vanger
- Marika Lagercrantz: Cecilia Vanger
- Ingvar Hirdwall: Dirch Frode
- Gösta Bredefeldt: Harald Vanger
- Sofia Ledarp: Malin Erikson
- David Dencik: Janne Dahlman

## Premis i nominacions
Premis
- BAFTA a la millor pel·lícula de parla no anglesa[3]

Nominacions:
- BAFTA a la millor actriu per Noomi Rapace[3]
- BAFTA al millor guió adaptat per Rasmus Heisterberg i Nikolaj Arcel[3]